# متحف ريكز

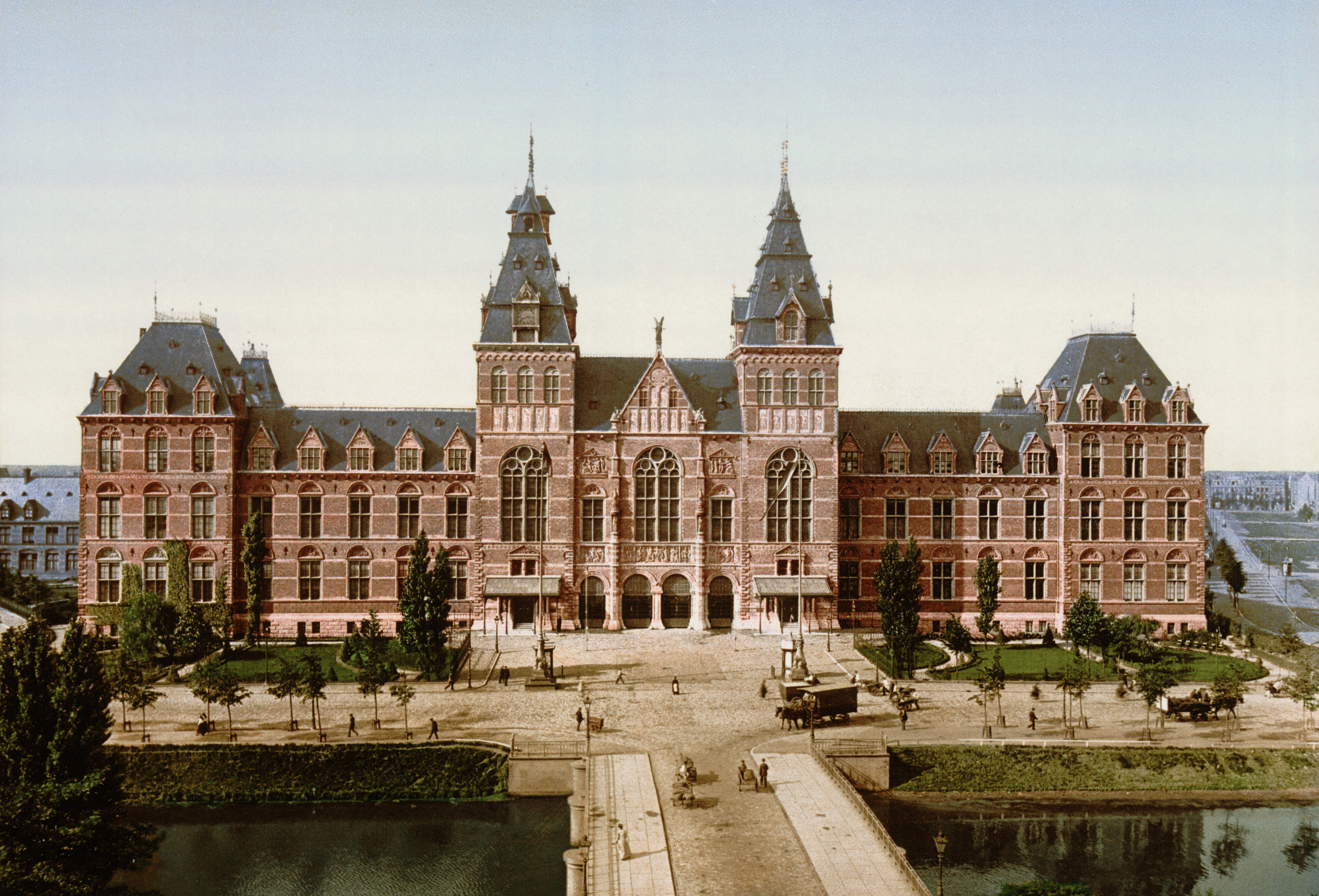
متحف ريكز، حوالي سنة 1895 م.

متحف ريكز (بالهولندية: Rijksmuseum) هو متحف فنون يقع في مدينة أمستردام في هولندا.
أسس عام 1800م في مدينة لاهاي (دين هاخ) ومن ثم انتقل إلى أمستردام، وكان هذا عام 1808م بطلب من الملك لويس بونابرت، أخو نابليون بونابارت. وقد صممه المهندس المعماري بيير كاوبيرز

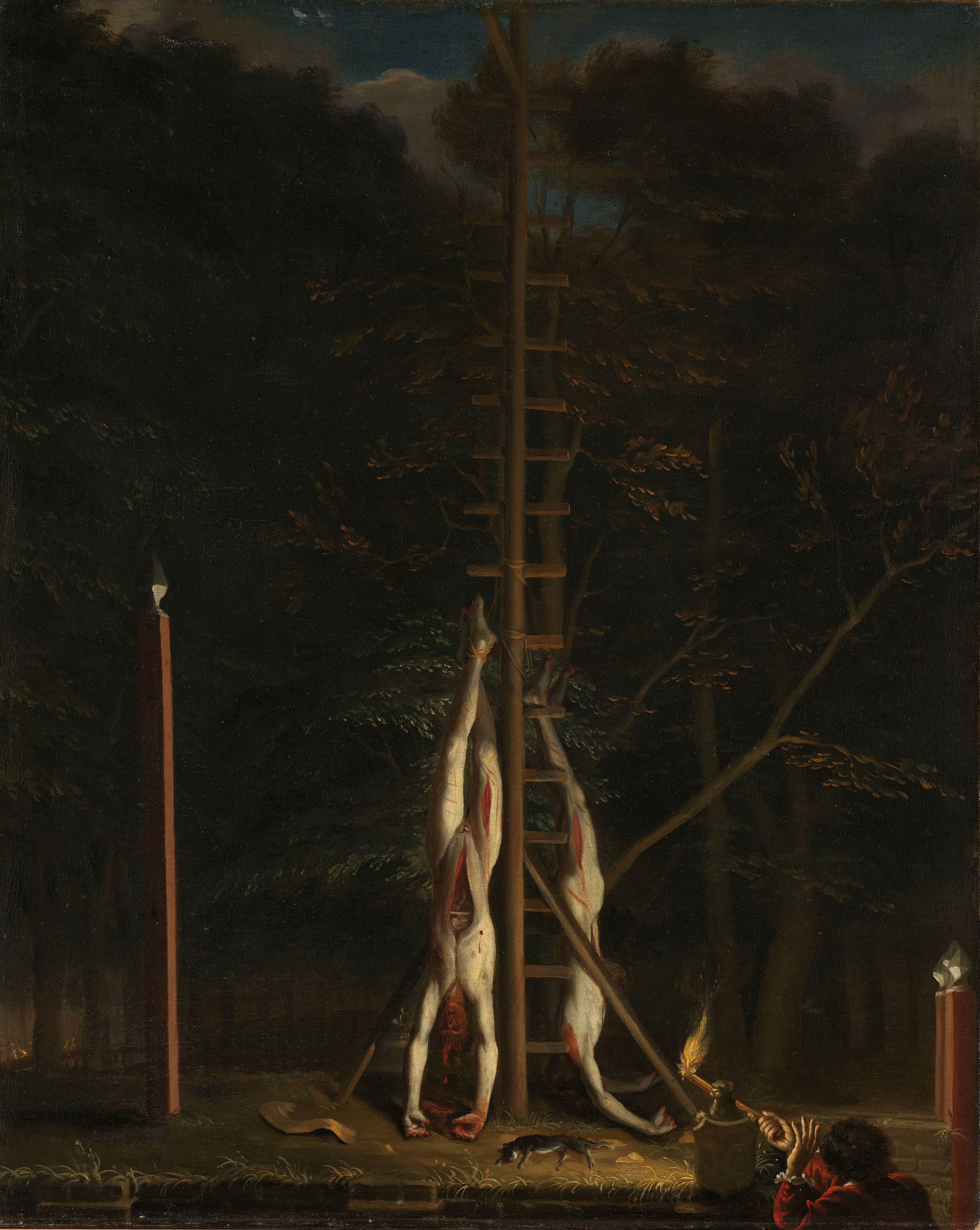
جثث الأخوان دي ويت بريشة رسام العصر الذهبي الهولندي يان دي باين رسمها 1672–1675. متحف ريجكس في أمستردام.

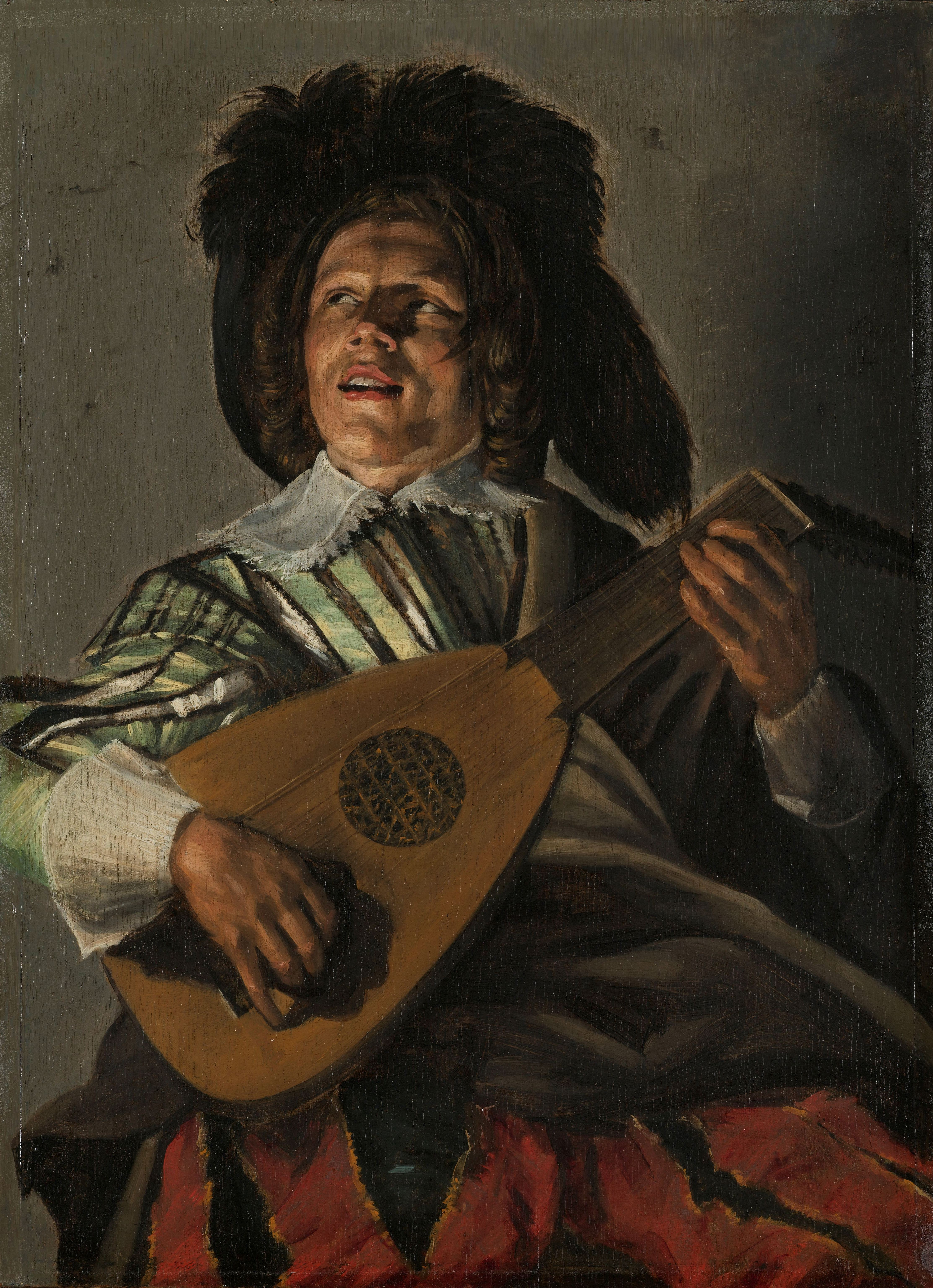
سيرينايد بريشة جوديث ليستر ، 1629، متحف ريكز.

ويضم المتحف أكثر من 200 عمل فني نفيس، إضافة إلى التماثيل ونماذج من أعمال الفنون التطبيقية ونحو 800 ألف رسم ولوحة لأعمال فنانين هولنديين، وخاصة رامبرانت.
وقد أغلقت أبواب المتحف عام 2003م للقيام بأعمال ترميم وتجديد، وفتحت أبوابه في أبريل 2013م، أي بعد عشرة أعوام من بدء الأعمال.

## التاريخ

### القرن التاسع عشر
في عام 1805م انتقل المتحف الوطني للفنون في لاهاي إلى باوتينهوف Buitenhof.
في 1806م تأسست المملكة الهولندية على يد نابليون بونابرت. وبناء على أوامر من الملك لويس بونابرت شقيق نابليون تم نقل المتحف إلى أمستردام فيعام 1808م، وأصبحت اللوحات التي تملكها تلك المدينة، مثل دورية ليل لرامبرانت جزءاً من المجموعة. وفي عام 1809م فتح المتحف أبوابه في القصر الملكي في أمستردام.

## معرض صور

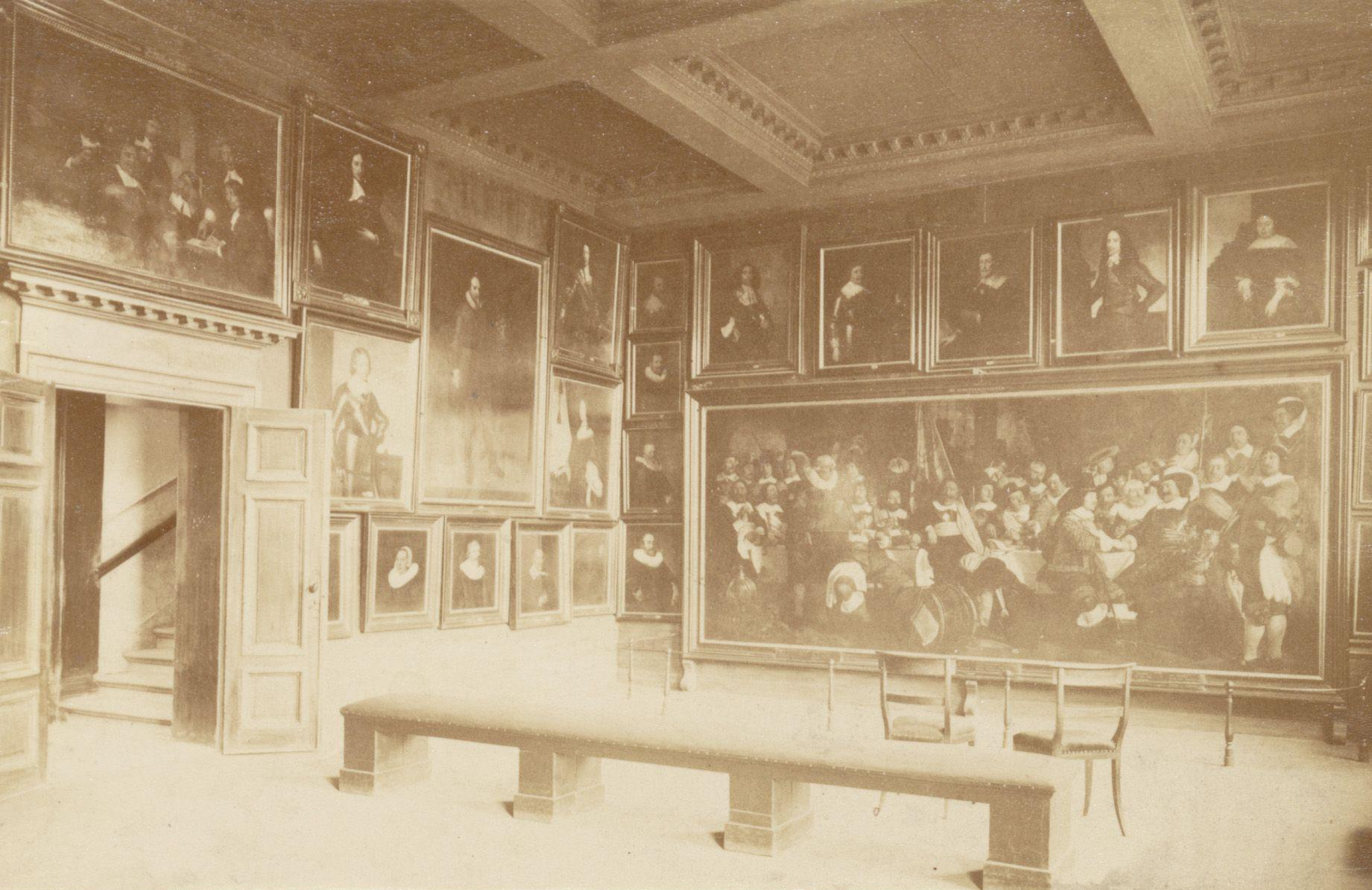
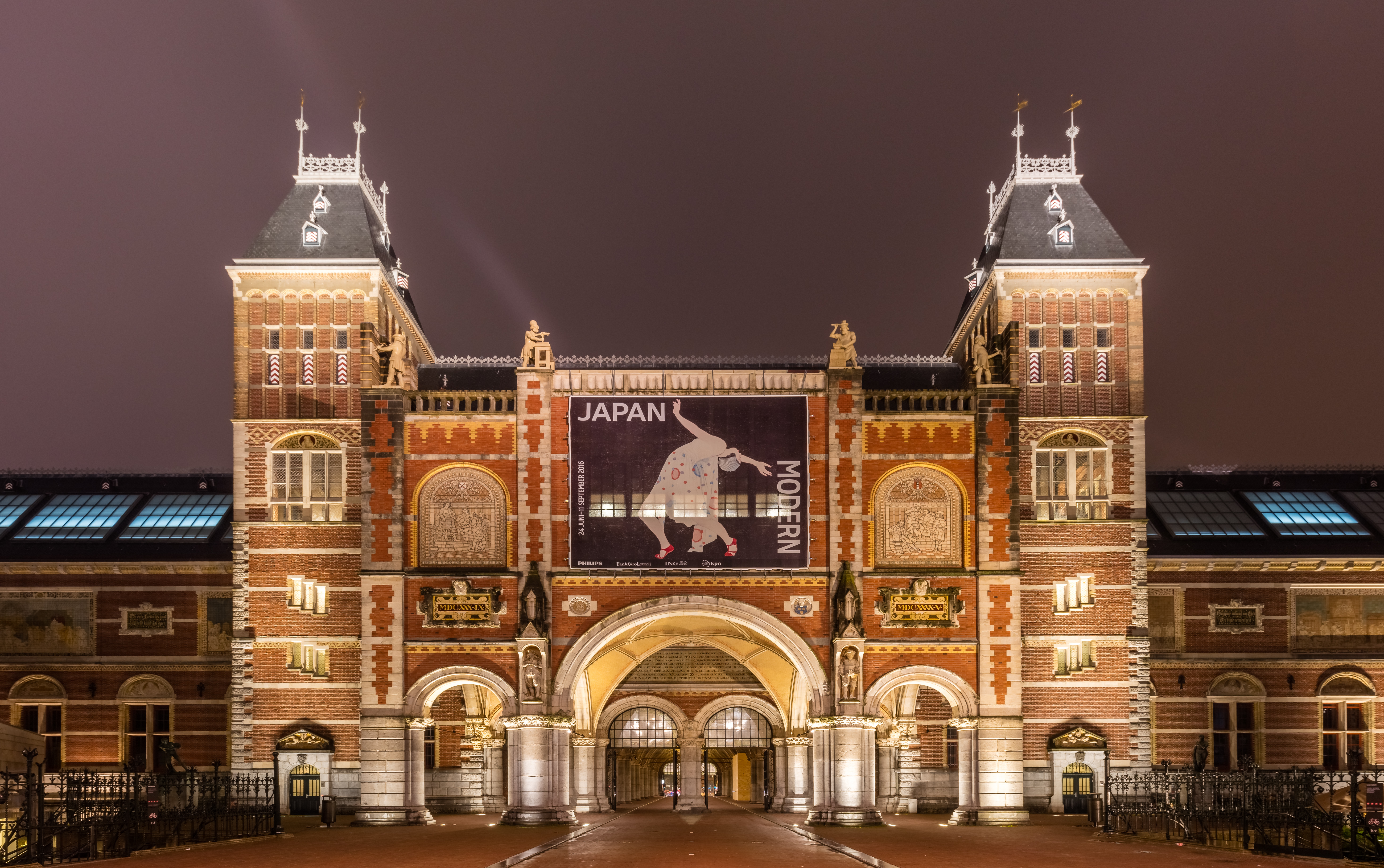
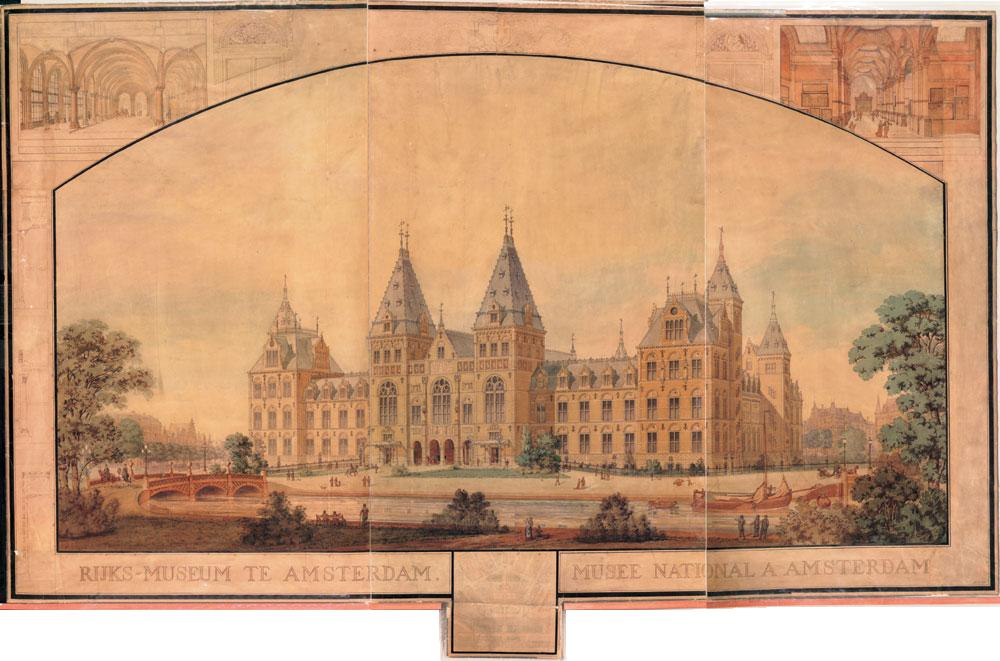

## وصلات خارجية
- موقع المتحف